# Hermann Diesener
Hermann Diesener (* 9. Dezember 1900 in Breslau; † 13. September 1978 in Bamberg) war ein deutscher Metallbildhauer.

## Leben

Hermann Diesener 1970

Nach dem Abschluss der Real- und Oberrealschule absolvierte er von 1919 bis 1923 eine Lehre als Ziseleur. Die Gehilfenprüfung bestand er ebenso wie die 1927 abgelegte Meisterprüfung mit Auszeichnung. Von 1920 bis 1930 erhielt er seine künstlerische Ausbildung an der Staatlichen Akademie für Kunst und Kunstgewerbe in Breslau. Dort war er ein Schüler Johannes Molzahns. Von 1930 bis 1938 war er als selbstständiger Metallbildhauer tätig. Als Gegner der Nationalsozialisten wurde er verfolgt und seines Lehrauftrages an der Meisterschule enthoben.
1942 wurde Diesener zur Wehrmacht eingezogen. 1943 heiratete er Ingeborg Bauer. Aus der Ehe stammen ein Sohn und eine Tochter. Diesener geriet in Kriegsgefangenschaft, aus der er 1945 entlassen wurde. Bis zu seinem Tod am 13. September 1978 lebte und arbeitete Hermann Diesener mit seiner Familie in Bamberg. Dort war er als Goldschmied und Metallbildhauer tätig und leitete über viele Jahre die Metallklasse an der örtlichen Volkshochschule. Er schuf zahlreiche Auftragswerke für öffentliche Auftraggeber wie den Freistaat Bayern oder die Stadt Bamberg.
Diesener ist dargestellt im Linolschnitt „Bamberger Künstlerstammtisch“ von Gerhard Böhm aus den 1950er Jahren.

## Werke
- Zu den Werken Dieseners gehören die Figuren der Stadtgeschichte des Essener Glockenspiels am Deiterhaus.
- Diesener gestaltete in den 1950er Jahren einen Entwurf für eine Eichendorf-Gedenkmünze. Die Entscheidung fiel auf einen Entwurf des Künstlers Karl Roth, obwohl die Eichendorff-Stiftung als Initiator der Gedenkmünze den Entwurf Dieseners bevorzugt hatte.[4]
- Er entwarf den Silingring; er enthält einen in Gold und Silber gefassten dunkelgrünen Nephrit aus Schlesien, in welchen der schlesische Adler eingraviert wurde. Der Reif trägt das Wort „Siling“.[5] Den Silingring erhielten u. a.:
  - 1942: Gerhart Hauptmann
  - 1953: Arnold Ulitz
  - 1953: Willibald Köhler
  - 2010: Eberhard Günter Schulz

## Ausstellungen
- 1968 zeigte der Nassauische Kunstverein in Wiesbaden Werke Dieseners in der Ausstellung Künstler aus Schlesien.[6]
- Zwei Jahre nach Dieseners Tod war ihm 1980 eine Ausstellung in der Neuen Residenz in Bamberg, der Staatsgalerie der Stadt, gewidmet. Das Kulturreferat Bambergs gab dazu eine Publikation heraus.[7]
- Das Kunstforum Ostdeutsche Galerie in Regensburg zeigt den Affen von Hermann Diesener[8]